# Don't Tell Me (What Love Can Do)
Don't Tell Me (What Love Can Do) è una canzone del gruppo musicale statunitense Van Halen, pubblicata come singolo di lancio dell'album Balance nel dicembre 1994. 
È l'unico singolo dell'album ad aver raggiunto il primo posto della Mainstream Rock Songs, rimanendo in vetta alla classifica per tre settimane consecutive.

## Il brano
Il tema principale della canzone è il potere dell'amore universale. Viene inoltre raccontata la storia del suicidio di Kurt Cobain, il leader dei Nirvana, a cui fanno riferimento i versi "Is it right to take the easy way" ("è giusto prendere la strada più facile?") e "I see the damage done, yeah/oh Lord, I heard the shotgun" ("ho visto il danno fatto, oh sì signore, ho sentito il colpo di pistola").
Sammy Hagar ha scritto nella propria autobiografia che il suo obbiettivo era comporre un pezzo edificante, sostenuto dal coro "I wanna show you what love can do" ("voglio mostrarti ciò che l'amore è in grado di fare"). Hagar ha aggiunto di credere che le persone in difficoltà possono essere aiutate, che Cobain poteva essere salvato con l'aiuto della gente intorno a lui, invece di venire completamente abbandonato a sé stesso.

## Video musicale
Il videoclip del brano è stato girato da Peter Christopherson nel dicembre 1994.
Il video racconta la storia di un giovane marito (che in seguito apparirà anche nel video di Can't Stop Lovin' You) durante la sua detenzione in carcere. Le scene mostrano lui e un suo amico mentre stanno rapinando un negozio, seguite dal suo arresto, la sua condanna in prigione, la sua permanenza in carcere e la sua rissa con un detenuto asiatico, che termina con un pestaggio brutale a suoi danni da parte delle autorità carcerarie e dei detenuti amici dell'asiatico. Il giovane viene poi confortato da un uomo che va a visitarlo, e l'ultima scena del video rivela che egli sta per essere rilasciato dal carcere. Sono inoltre indicate le vittime del giovane e gli attacchi ai quali queste sono sopravvissute, come un colpo con armi da fuoco, una sparatoria da auto in corsa, una violenza sessuale, una coltellata, mentre viene mostrata la band che esegue il brano.

## Tracce
Maxi-Single Warner Bros. 9362-41919-2
1. Don't Tell Me (What Love Can Do) (Edit) – 3:52
2. Why Can't This Be Love (Live) – 3:43
3. Panama (Live) – 6:26
4. Poundcake (Live) – 5:13

Maxi-Single Warner Bros. 9632-41924-2
1. Don't Tell Me (What Love Can Do) (Video Version) – 4:46
2. Dreams (Live) – 4:38
3. Top of the World (Live) – 4:40
4. Judgement Day (Live) – 4:33

Promo Single Warner Bros. PRO-CD-7341
1. Don't Tell Me (What Love Can Do) (Edit) – 3:52
2. Don't Tell Me (What Love Can Do) (Video Version) – 4:46
3. Don't Tell Me (What Love Can Do) (Album Version) – 5:56

7" Single Warner Bros. 5439-17956-7
1. Don't Tell Me (What Love Can Do) – 5:56
2. Baluchitherium – 4:05

## Formazione
- Sammy Hagar – voce
- Eddie van Halen – chitarra, cori
- Michael Anthony – basso, cori
- Alex van Halen – batteria

## Classifiche
| Classifica (1995)             | Posizione massima |
| ----------------------------- | ----------------- |
| Canada                        | 36                |
| Finlandia                     | 5                 |
| Paesi Bassi                   | 31                |
| Regno Unito                   | 27                |
| Stati Uniti (mainstream rock) | 1                 |